# 윤정현 (1793년)
윤정현(尹定鉉, 1793년 ~ 1874년)은 조선 말기의 문신이다. 본관은 남원(南原). 자는 계우(季愚), 호는 침계(梣溪).

## 생애
삼학사(三學士) 가운데 한 사람인 윤집(尹集)의 후손이며, 의정부 이조판서를 지낸 윤행임(尹行恁)의 아들이다. 1841년(헌종 7) 성균관에서 행한 특별시험 황감응제(黃柑應製)에 뽑히고, 1843년(헌종 9) 식년시 문과(式年試文科)의 전시(殿試)에 급제하였다.

## 문관 활동
침계는 학문과 문장이 뛰어나고 청백리로 이름이 높았다. 1846년 성균관 대사성(成均館大司成)을 거쳐 이듬해 정월 재신(宰臣)의 반열에 올라 홍문관 제학(弘文館提學)을 역임하고, 1848년 황해도관찰사(黃海道觀察使)로 나갔다가 1년 만인 1849년 의정부 병조판서가 되었다.과거급제 후 6년만에 판서에 올라 이조,예조,형조 판서를 두루 거쳤다.

## 금교령을 부른 저택
조선조의 고위요직을 두루 걸쳤으나 워낙에 청빈한 삶을 꾸려와 가난한 삶을 꾸려가자 고종 황제가 감동하여 그에게 지금의 명동성당 일대의 부지와 60칸 저택을 선물한다. 그러나 이 집과 집터는 후일 천주교회 손에 넘어가 헐리게 되고 그 자리에 지금의 명동성당이 들어섰다. 고종황제는 조선의 왕궁보다 높은 곳에 높이 건축되는 성당 건물에 심기가 상했다. 특히나 그가 아끼는 신하에게 친히 하사한 건물이 부서지고 그 위에 성당 건물이 세워진 것에 분개했다.이에 고종 황제는 천주교 측에 공사 중단을 요구하지만 프랑스를 등에 업은 천주교는 이를 무시하고 공사를 강행했다.
결국 이 사건으로 고종 황제는 조선에 천주교의 포교를 금지하는 금교령을 내렸다.

## 김정희와 침계(梣溪)
무엇보다 그를 유명하게 한 것은 추사 김정희와의 인연 때문이다. 침계는 추사 김정희의 제자로서 추사는 그에게 아호인 '침계(梣溪)'라는 서예작품을 써주었다.
이 작품은 추사체를 이룩한 추사 김정희가 제자인 침계 윤정현의 부탁을 받았으나 '침(梣)'자의 예서 전형을 찾지 못해 30여년 고심 끝에 예서·해서 합체로 썼다는 작품이다.
이 작품에 적힌 내용은 다음과 같다.
'梣溪' 以此二字轉承疋囑, 欲以隸寫, 而漢碑無第一字, 不敢妄作, 在心不忘者, 今已三十年矣, 近頗多讀北朝金石, 皆以楷隸合體書之, 隋唐來陳思王, 孟法師諸碑, 又其尤者, 仍仿其意, 寫就, 今可以報命, 而快酬夙志也. 阮堂幷書.
해석: 침계(梣溪) 이 두 글자를 사람을 통해 부탁받고 예서(隸書)로 쓰고자 했으나, 한비(漢碑)에 첫 째 글자가 없어서 감히 함부로 쓰지 못해 마음속에 두고 잊지 못한 것이 지금 이미 30년이 되었다. 요즈음 북조(北朝) 금석문을 꽤 많이 읽었는데, 모두 해서(楷書)와 예서의 합체로 쓰여 있다. 수당(隋唐) 이래의 진사왕(陳思王)이나 맹법사비(孟法師碑)와 같은 여러 비석들은 또한 그것이 더욱 뛰어난 것이다. 그대로 그 필의(筆意)를 모방하여 썼으니, 이제야 부탁을 들어 쾌히 오래 묵혔던 뜻을 갚을 수가 있게 되었다. 완당(阮堂) 김정희 짓고 쓰다.
이 작품은 간송미술관에 소장되어있다.

## 작품
그는 침계유고(梣溪遺稿) 등의 문집을 남겼다.

## 같이 보기
- 명동성당
- 김정희